# Salvador Cardús

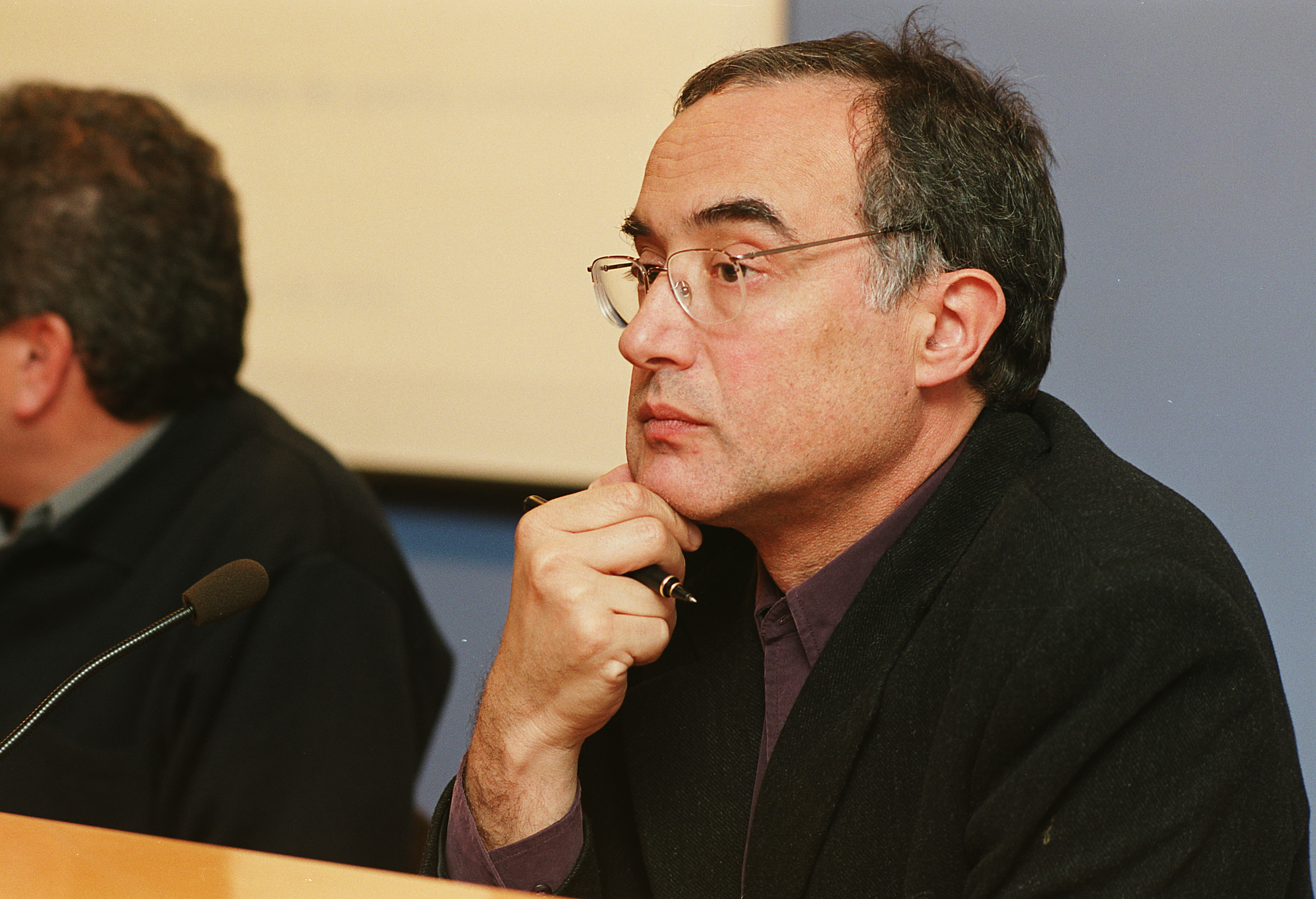
Salvador Cardús 2001

Salvador Cardús (* 12. Juni 1954 in Terrassa) ist ein spanischer Soziologe.

## Werdegang
Er hielt einen Doktor der Wirtschaftswissenschaften. Als Professor für Soziologie an der Autonomen Universität Barcelona  hielt er Gastvorlesungen an  ausländischen Universitäten. Sein wissenschaftliches Werk beschäftigt sich mit Religionssoziologie, Kultur, Medien und nationalen Phänomenen. Die Katalanen des 20. Jahrhunderts ist ein  Werk über das sehr erfolgreiche katalanische Integrationsmodell, eine Auftragsstudie für das IEM. Sein erstes Buch Plegar de viure (Aufhören zu leben, 1981) ist eine Studie zum Thema Selbstmord, es folgten u. a. Saber el temps (Zeitgefühl, 1985) und Política de paper (Papierpolitik, 1995). Andere Bücher sind Bestseller: El desconcert de l’educació (Verwirrung in der Erziehung, 2000) und Ben educats (Wohl erzogen, 2003). Als regelmäßiger Mitarbeiter verschiedener Medien wurde er mit den Preisen der Tageszeitung Avui für Journalismus (1989), dem Nationalen Preis für Journalismus (1994) und dem Serra-i-Morte-Bürger-Preis (1995) ausgezeichnet.